# 新御三家
新御三家（しんごさんけ）は、1970年代にトップ男性アイドル歌手として歌謡界を席巻した、郷ひろみ・西城秀樹・野口五郎の3人を指す総称である。それ以前に橋幸夫・舟木一夫・西郷輝彦が『御三家』と呼ばれていたことに倣った呼称である。

## 命名経緯
新御三家となった経緯に関して野口は「僕がデビューし、翌年に郷と西城がデビューしたが西城がいくぶん出遅れた。西城の事務所で西城と他の2人で新御三家というキャッチフレーズでデビューしたが、西城のマネージャーが別事務所の郷と僕を合体させて新御三家にした。事務所も違うので番組などでぶつけ合ってファン獲得をした」と語っている。

## 歴史考察
1970年代初頭に、16歳前後でデビューする歌手が続き、1980年代以降はそれが普通のことになったが、当時は前例がないことから、"ジャリタレ現象"などとマスメディアは揶揄した。野口と西城がそれぞれ岐阜、広島から上京し、東京育ちの郷も16歳でデビューした。森昌子、桜田淳子、山口百恵を花の中三トリオで束ねる頃には、増々"ジャリタレ現象"が決定付けられた。一足先に人気を得た野口は「当時は10代のアイドルなんて存在せず、まわりは年上のスターばかり。楽屋は使えず、メイクも着替えもトイレでやっていました。翌年、同学年の郷と西城がデビューすると知ったときは、『やっと仲間が増える！』と喜んで、彼らのブロマイドを配り歩いたほどです（笑）」と述べている。詩人・青木はるみは『現代の眼』1980年5月号で6頁に亘る新御三家論を書いているが、1933年生まれの青木は「街でじかに男の子を見つめる精神の自由を私たちの世代は持っていなかった、戦中戦後をそんな風に鍛錬されてきた悔しさがどっとこみ上げ、せめて、といういじましい根性からテレビの歌謡番組でアイドル歌手をながめるのが大好き」などと述べている。
音楽評論家の安倍寧が『報知新聞』1974年1月5日付で「西城、野口、郷をひっくるめて新ご三家という声もあるが、相変らずのご三家などという発想は古めかしい」などと論じていることから、「新御三家」という言葉の定着は1973年ー1974年頃と見られる。安倍の当時の西城、野口、郷の評価は、西城は「『愛の十字架』でふたまわりも、三まわりもスケールが出て来た。沢田研二をどこまで追い上げるか、彼の場合、若さが大いに効力を発揮しそうだ」、野口は「演歌からポップスへ100％の変身を遂げた野口も、ことし大きく成長を期待される若手の一人だ。ステージでどこまで強烈なパンチを爆発させ得るか注目だ」、郷は「もちろん歌唱力は問題にならないが、アイドル性ということではずば抜けている」などと評している。
『スポーツニッポン』1974年2月14日付には見出しで「もう古い!?新御三家 加速される新人歌手レース 飛出した城みちる 夢よもう一度…香港、台湾から」と書かれた記事が載る。内容は前年暮れに東芝から「イルカにのった少年」でデビューした高校一年生・城みちるが少女の間で大人気を呼んでいること、欧陽菲菲、アグネス・チャンの成功で、日本のレコード会社は台湾、香港に目を付け、キャニオンがヤン・シスターズ、ポリドールがテレサ・テンをスカウトしたこと、ビクターが、麻丘めぐみに続く戦力にしようとNHK名古屋制作の『中学生日記』に出ていたあゆ朱美を必死に歌手に仕立て上げていること、ミノルフォンが暫く出ていない演歌の新人として三木綾子を育てている、と書き、解説として「以上四例、主流はティーン歌手。ヤングの購買層は30万人、それを狙ってキャニオンではNAVというこの種のジュニア歌手専門のレーベルを旗揚げしたばかりだし、ジュニア雑誌は、表紙、グラビアを組めるスターの必要性から、この歌手づくりにも参加、テレビ局もこの量産に拍車をかける。昨年（1973年）は"新ご三家"の影に隠れ新人も伸び悩んだが、関係者は今年はその交代期と見ている。スター交代劇は早まっており、ヤング歌手はソロソロ飽きられ始めている…」などと書かれている。このように新御三家の人気は長く続かないという見方もあったが、その予想に反して長く人気を保ったことはよく知られるところである。　
新御三家の活躍をみた小西良太郎は1975年の芸能誌で「旧御三家の噂は途絶えがちだし、新御三家から"新"を取って、こちらが御三家でいいんじゃないか」と評している。
平尾昌晃は2013年の著書で「南沙織、小柳ルミ子、天地真理たち三人娘の笑顔がテレビの画面を独占した昭和47年頃、GSに替わる男性アイドルたちが次々登場した。"アイドル"という言葉が使われるようになったのはこの頃だが、特に男性歌手がアイドルと呼ばれるようになったのは、この時代からだ。橋幸夫、舟木一夫、西郷輝彦の『御三家』が人気絶頂の時代でも、彼らはアイドルではなかったし、ザ・タイガースやザ・テンプターズにも、マスコミは彼らをアイドルとは言わなかったからだ。その男性アイドルの先駆けが、郷ひろみ・西城秀樹・野口五郎の"新御三家"だ」などと論じている。

## 概要
| 名前     | 生年月日                                | 出身地                                 | デビュー曲                            | デビュー時のキャッチフレーズ |
| -------- | --------------------------------------- | -------------------------------------- | ------------------------------------- | ---------------------------- |
| 郷ひろみ | 1955年10月18日（69歳）                  | 日本 福岡県糟屋郡須恵町                | 「男の子女の子」 （1972年8月1日発売） | 「フォーリーブスの弟」       |
| 西城秀樹 | 1955年4月13日 - 2018年5月16日（63歳没） | 日本 広島県広島市 （現：東区）東蟹屋町 | 「恋する季節」 （1972年3月25日発売）  | 「ワイルドな17歳」           |
| 野口五郎 | 1956年2月23日（69歳）                   | 日本 岐阜県美濃市                      | 「博多みれん」 （1971年5月1日発売）   | 「かわいらしい演歌ホープ」   |

- 三人のうち、ジャニーズ事務所出身者は郷だけである（西城は芸映、野口はアルカートプロダクション）。
- 先輩である元祖『御三家』の3人は年齢やデビューの時期に隔たりがあるが、『新御三家』は1955年 - 1956年（昭和30年 - 昭和31年）生まれとほぼ同年齢（学年は3人とも同じ1955年度生まれ）で、デビューも1971年 - 1972年（昭和46年 - 昭和47年）とほぼ同時期のライバル同士である。
- 俳優としてデビューした歌って踊れるジャニーズアイドルの郷、ロック系ポップスを中心にしたダイナミックなステージングの西城、演歌歌手としてデビューした野口と、三者三様のスタイルであった。

## 代表曲

### 初のオリコン週間シングル・ベスト20入り曲
郷ひろみ
- 男の子女の子（1972年）

西城秀樹
- 恋の約束（1972年）

野口五郎
- 青いリンゴ（1971年）

### 初のオリコン週間シングル・ベストテン入り曲
郷ひろみ
- 男の子女の子（1972年）
〜以降34曲がベストテン入り

西城秀樹
- 情熱の嵐（1973年） 
〜以降34曲がベストテン入り

野口五郎
- オレンジの雨（1973年）
〜以降21曲がベストテン入り

### オリコン週間シングル・第1位獲得曲
郷ひろみ
- よろしく哀愁（1974年）

西城秀樹
- ちぎれた愛（1973年）
- 愛の十字架（1973年）
- YOUNG MAN（1979年）

野口五郎
- 甘い生活（1974年）
- 私鉄沿線（1975年）

## 受賞経歴（日本レコード大賞、日本歌謡大賞、日本有線大賞）
- 1972年
  - 郷ひろみ：レコード大賞・新人賞「男の子女の子」
- 1973年
  - 郷ひろみ：歌謡大賞・放送音楽賞「裸のビーナス」、有線大賞・大衆賞「小さな体験」
  - 西城秀樹：レコード大賞・歌唱賞「ちぎれた愛」
- 1974年
  - 西城秀樹：レコード大賞・歌唱賞、歌謡大賞・放送音楽賞「傷だらけのローラ」、有線大賞・大衆賞「激しい恋」
- 1975年
  - 野口五郎：レコード大賞・歌唱賞、歌謡大賞・放送音楽賞、有線大賞・大賞「私鉄沿線」
- 1976年
  - 郷ひろみ：レコード大賞・大衆賞「あなたがいたから僕がいた」
  - 西城秀樹：レコード大賞・歌唱賞「若き獅子たち」
  - 野口五郎：レコード大賞・歌唱賞、歌謡大賞・放送音楽賞「針葉樹」、有線大賞・有線功労賞「むさし野詩人」
- 1977年
  - 野口五郎：歌謡大賞・放送音楽賞「風の駅」
- 1978年
  - 西城秀樹：レコード大賞・金賞、歌謡大賞・放送音楽賞「ブルースカイ ブルー」
  - 野口五郎：レコード大賞・金賞、歌謡大賞・放送音楽賞「グッド・ラック」
- 1979年
  - 西城秀樹：レコード大賞・金賞「勇気があれば」、歌謡大賞・大賞、有線大賞・有線音楽賞「YOUNG MAN」
  - 野口五郎：歌謡大賞・放送音楽賞「青春の一冊」
- 1980年
  - 西城秀樹：レコード大賞・金賞、歌謡大賞・放送音楽賞「サンタマリアの祈り」
- 1981年
  - 郷ひろみ：有線大賞・有線音楽賞「お嫁サンバ」
  - 西城秀樹：レコード大賞・金賞、歌謡大賞・放送音楽賞「センチメンタルガール」
- 1982年
  - 西城秀樹：レコード大賞・金賞「聖・少女」
- 1983年
  - 西城秀樹：レコード大賞・金賞「ギャランドゥ」
- 1994年
  - 郷ひろみ：有線大賞・有線音楽優秀賞「言えないよ」
- 1995年
  - 郷ひろみ：有線大賞・有線音楽優秀賞「逢いたくてしかたない」
- 1999年
  - 郷ひろみ：レコード大賞・最優秀歌唱賞、有線大賞・有線音楽優秀賞「GOLDFINGER '99」

## NHK紅白歌合戦出場曲
郷ひろみ
1. 男の子女の子（1973年）
2. 花とみつばち（1974年）
3. 花のように鳥のように（1975年）
4. あなたがいたから僕がいた（1976年）
5. 悲しきメモリー（1977年）
6. バイブレーション（1978年）
7. マイレディー（1979年）
8. How many いい顔（1980年）
9. お嫁サンバ（1981年）
10. 哀愁のカサブランカ（1982年）
11. 素敵にシンデレラ・コンプレックス（1983年）
12. 2億4千万の瞳（1984年）
13. Cool（1985年）
14. Wブッキング（1990年）
15. 言えないよ（1994年）
16. 逢いたくてしかたない（1995年）
17. 2億4千万の瞳（1996年）
18. お嫁サンバ（1997年）
19. セクシーユー（1998年）
20. GOLDFINGER '99（1999年）
21. なかったコトにして（2000年）
22. この世界のどこかに（2001年）
23. 紅白スペシャルメドレー（2010年）
24. Go Smile Japan!!（2011年）
25. デンジャラー☆（2012年）
26. Bang Bang（2013年）
27. 99は終わらない（2014年）
28. 2億4千万の瞳（2015年）
29. 言えないよ（2016年）
30. 2億4千万の瞳（2017年）

西城秀樹
1. 傷だらけのローラ（1974年）
2. 白い教会（1975年）
3. 若き獅子たち（1976年）
4. ボタンを外せ（1977年）
5. ブルースカイ ブルー（1978年）
6. YOUNG MAN（1979年）
7. サンタマリアの祈り（1980年）
8. ジプシー（1981年）
9. 聖・少女（1982年）
10. ギャランドゥ（1983年）
11. 抱きしめてジルバ -Careless Whisper-（1984年）
12. YOUNG MAN（1994年）
13. YOUNG MAN（1995年）
14. moment（1997年）
15. 傷だらけのローラ（1998年）
16. Bailamos 〜Tonight we dance〜（1999年）
17. ブルースカイ ブルー（2000年）
18. Jasmine（2001年）

野口五郎
1. めぐり逢う青春（1972年）
2. 君が美しすぎて（1973年）
3. 甘い生活（1974年）
4. 私鉄沿線（1975年）
5. 針葉樹（1976年）
6. 風の駅（1977年）
7. グッドラック（1978年）
8. 青春の一冊（1979年）
9. コーラス・ライン（1980年）
10. 裏切り小僧（1981年）
11. 19:00の街（1983年）

## 出演番組

### 夜のヒットスタジオ
- 1970年代後半 - 1980年代前半にかけては、原則として3人のうち最低でも誰か1人が毎週『夜のヒットスタジオ』（フジテレビ系）にゲスト出演した。
- この3人の中でもっとも出演回数が多いのは西城の188回（これは五木ひろしの222回、森進一の204回に続き歴代出演歌手全体を通じても3位に位置する多さである）で、次いで郷が175回であり、最も早く初出演した野口は123回となっている。
- 最多マンスリー歌手は郷の3回になっている。

### NTV紅白歌のベストテン
- 『NTV紅白歌のベストテン』（日本テレビ系）には同様に3人が毎週交代で出演し、野口が番組の歴代最多回数出演歌手になっている。

### ザ・ベストテン
- 『ザ・ベストテン』（TBS系）には第1回から3人が揃って登場し、最初（第10位）の登場歌手は野口だった。
- 西城は「ブーツをぬいで朝食を」以降22曲（154週）登場し、ついで郷が「禁猟区」以降15曲（117週）、野口は「風の駅」以降9曲（41週）登場した。ちなみに同じ期間（1978年1月19日から1989年9月28日まで）のオリコンチャートには、西城は17曲、郷は10曲、野口は3曲がトップ10入りしている。

## 関連人物
- 後続の男性アイドルが続々とデビューし、城みちる・あいざき進也・豊川誕（もしくは荒川務や松田新太郎）による『新・新御三家』、更に草川祐馬・加納竜・山本明による『新新・新御三家』が登場した。
- 伊丹幸雄・田頭信幸が、西城秀樹・郷ひろみに入れ替えるまで初期メンバーとされたこともあった。